# チョン・ソグォン (俳優)
チョン・ソグォン（정석원、1985年5月16日 - ）は大韓民国の俳優。海兵隊捜索隊出身で、デビュー前ソウルアクションスクールスタントマンとして活動していた。 2013年6月2日にペク・ジヨンと結婚した。

## 出身学校
- 仁川専門大学 武道学科
- 仁川 大仁高等学校
- 仁川 済物浦中学校

## 出演作品

### ドラマ
- KBS 『美しい時代』(2007 - 2008)
- KBS 『大王世宗』(2008)
- SBS 『水がめ座』(2008)
- SBS 『ワーキングママ』(2008) ... プール安全要員 役
- KBS 『彼らが生きる世界』(2008)
- SBS 『華麗なる遺産』(2009) ... チン・ヨンソク 役
- MBC 『恋人づくり』(2009) ... チョン・ギュハン 役
- SBS 『ドクター・チャンプ』(2010) ... ユ・サンボン 役
- KBS 『KBSドラマスペシャル 連作シリーズ - ホワイトクリスマス』... ユン・ジョンイル 役
- SBS 『マイダス』(2011)-カン・チェボム役
- KBS 『烏鵲橋の兄弟たち 』(2011) ... キム・ジェハ 役
- KBS 『海雲台の恋人たち』(2011) ... チェ・ジュニョク 役
- SBS 『屋上部屋のプリンス』(2012) ... ウ・ヨンスル 役
- KBS 『アイリス 2』(2013) ... 若き日のペク・サン 役
- OCN 『バッドガイズ２～悪の都市～-』(2017) ... ヤクザ若頭 ソ・イルカン 役

### 映画
- 『愛なんていらない』(2006)
- 『神機箭』(2008)
- 『カン・チョルジュン 公共の敵』(2008)
- 『宿命』(2008)
- 『秘密のオブジェクト』(2011)-大学生イ・ウサン 役
- 『獣』(2012)-海兵隊特殊捜索隊捜索要員 소위 カン・テフン 役
- 『R2B:リターン・トゥ・ベース』(2012)-チェ・ミノ中佐 役
- 『N.L.L:延坪海戦』(2013)-ユン・ヨンハ  役

## 芸能
- SBS 『ジャングルの法則 in ニュージーランド』(2013)